# الأمالي الإثنينية (كتاب)
الأمالي الإثنينية هو كتاب من تأليف المرشد بالله يحيى بن الحسين الشجري، وهو كتاب موسوعي زيدي ويعتبر الكتاب الأول المُفَصَّلٌ في مقتل زيد بن علي بأسانيد متواتره ومؤثوقة.